# Efrén Reyes
Efren "Bata" Manalang Reyes (Pampanga, 26 de agosto de 1954) es un jugador profesional filipino de billar pool. Ganador de alrededor de 70 torneos internacionales, Reyes fue el primer jugador en ganar dos torneos mundiales en dos disciplinas diferentes del billar pool. Ganó en cuatro ocasiones el mundial de Bola 8, el mundial de Bola 9 de la WPA en 1999, tres Abiertos de Estados Unidos, dos títulos de la Liga Mundial de Pool y el Derby City Classic en catorce ocasiones. Muchos analistas, compañeros de profesión y aficionados consideran a Reyes como el mejor jugador de billar pool de todos los tiempos.
Efren Reyes es frecuentemente llamado por su apodo "Bata" que significa niño en filipino.

## Biografía

### Primeros años
Reyes nació en Filipinas, Pampanga en 1954. Se mudó a Manila con su familia a la edad de 5 años. Allí trabajó como asistente en la sala de billar de su tío, donde comenzó a aprender los diferentes métodos de juego. Debido a que no era lo suficientemente alto para alcanzar la mesa de billar, jugaba de pie sobre cajas de Coca Cola. En las noches, la mesa de billar era su cama.

### Carrera
Al obtener un excelente nivel de juego en el billar pool, fue descubierto por promotores. Esto le dio la oportunidad de competir en grandes torneos nacionales e internacionales. En 1978 representó a su país en el Torneo de Billar RP-Japón, junto a José Parica, Rodolfo Luat, Jorge Dacer y Manuel Flores. En 1983 se enfrentó a Pepito Dacer en la final del Campeonato Filipino Profesional de Billar. En la séptima semana de juego, Reyes derrotó a Dacer 39 a 32.
Durante la década de 1980, cuando Reyes era considerado un jugador de primera clase en su país pero aún no ganaba reconocimiento internacional, se mudó a los Estados Unidos para buscar suerte allí. En el país norteamericano pudo ganar varios torneos, algo que lo llevó a competir en Europa y Asia. De este modo comenzó a ganar atención y reconocimiento en todo el mundo. A mediados de la década de 1990 se había convertido en uno de los jugadores de élite de Filipinas, junto con José Parica y Francisco Bustamante.

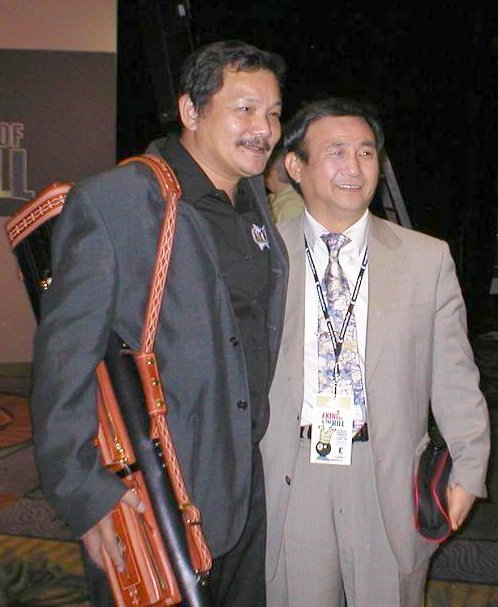
Efren Reyes posando junto a un admirador en 2005.

Su fama internacional llegó definitivamente cuando ganó el Abierto de Estados Unidos de Bola 9 en 1994 al derrotar a Nick Varner en la final. Fue el primer jugador extranjero en ganar el evento. Dos años después, Efrén Reyes y Earl Strickland fueron elegidos para enfrentarse en un evento llamado El Color del Dinero, en honor a la película del mismo nombre de Martin Scorsese. El evento se celebró en Hong Kong y entregó un premio de 100 mil dólares. Reyes ganó la partida 120 a 117.
En 2001 ganó el Torneo Internacional de Billar. El evento se celebró en Tokio, con más de 700 jugadores y una bolsa total de 100 millones de yenes. Reyes dominó el evento y venció a Niels Feijen en la final 15 a 7. En 2002 ganó el Desafío Internacional de Campeones derrotando a Mika Immonen. A finales de 2004 venció a Marlon Manalo y se convirtió en el primer Campeón Mundial de la WPA de Bola 8. Con esta victoria, se convirtió en el primer jugador en la historia de la WPA en ganar campeonatos mundiales en dos disciplinas diferentes.
En 2006, Reyes y Francisco Bustamante representaron a su país en la Copa Mundial de Pool. Derrotaron al equipo estadounidense, conformado por Earl Strickland y Rodney Morris, para ganar el título. Ese mismo año Reyes ganó el Campeonato Mundial de Bola 8 IPT venciendo a Rodney Morris 8 a 6. En 2009, el tándem filipino de Efrén Reyes y Francisco Bustamante venció a la pareja alemana de Ralf Souquet y Thorsten Hohmann por un marcador de 11 a 9 para llevarse su segundo título. En 2010 obtuvo su quinto título en el Derby City Classic, lo que lo convirtió en el jugador más exitoso en la historia del torneo.
Reyes ha encabezado la lista de AZ Billiards Money List cinco veces: en 2001, 2002, 2004, 2005 y 2006.
En 1995, en una partida contra Earl Strickland, Efrén Reyes hace una de las jugadas más famosas , dificiles e inverosimiles de la historia del billar , el conocido como lanzamiento Z . Eartl Stricklan le levanta la mano y le da la partida por ganada en un gesto de fair play en reconocimiento a esa genial jugada. 